# Bonanno Pisano
Pour les articles homonymes, voir Pisano.
Bonanno Pisano est un architecte italien du XIIe siècle, né à Pise.

## Biographie
Pisano est né à Pise, où il a passé la majeure partie de sa vie. Dans les années 1180, il se rend à Monreale et y fait les portes de la cathédrale. Il est retourné à Pise, où il est également décédé et a été enterré.
On lui doit en 1173 le commencement de la tour de Pise avec Guillaume d'Inspruck et Giovanni di Simone et en 1180, la porte en bronze de la cathédrale de Pise. Au pied de la tour penchée, l'empreinte d'une plaque métallique à son nom a été retrouvée en 1820.
Une pierre trouvée sous la Tour en 1838 comporte aussi son nom.